# 無敵なカップル
『無敵なカップル!』（むてきなカップル）は、1992年7月16日から同年9月17日までテレビ朝日系列局で放送されていたテレビ朝日制作のバラエティ番組。放送時間は毎週木曜 19:30 - 19:58 （日本標準時）。

## 概要
新婚カップルが賞金100万円の獲得を目指してゲームに挑戦していた番組。前番組『アッコ・純次の平成TV事典 三匹の子ブタ』の早期終了に伴い、1992年秋の改編までのつなぎ番組として放送された。司会は、前番組から引き続き和田アキ子と高田純次が務めていた。

## 出演者
- 和田アキ子
- 高田純次

## 備考
- 1992年7月16日付の朝日新聞夕刊には、本番組の広告が掲載されていた。
- 7月30日と9月3日にはプロ野球中継が行われたことから、それぞれ放送を休止した。

| テレビ朝日系列 木曜19:30枠                                             | テレビ朝日系列 木曜19:30枠                        | テレビ朝日系列 木曜19:30枠                              |
| 前番組                                                                 | 番組名                                            | 次番組                                                  |
| ---------------------------------------------------------------------- | ------------------------------------------------- | ------------------------------------------------------- |
| アッコ・純次の平成TV事典 三匹の子ブタ （1992年4月23日 - 1992年7月2日） | 無敵なカップル! （1992年7月16日 - 1992年9月17日） | ついておいでよ男たち （1992年10月15日 - 1993年1月14日） |